# 滋賀県立堅田高等学校
滋賀県立堅田高等学校（しがけんりつ かたたこうとうがっこう）は、滋賀県大津市本堅田三丁目に所在する公立の高等学校。略称は「堅高（かたこう）」。

## 設置学科
- 普通科

## 沿革

### 学校の創立
戦後の学制改革として六・三・三制度が導入され、1948年4月より新制高校が発足することとなった。しかし当時の滋賀郡には旧制中学が存在せず、中学へ通学するには運賃が高額で混雑も激しい江若鉄道を利用する必要があった。そのため滋賀郡で新たに新制高校を設立する機運が高まった。当時の堅田町長、県婦人会長、県議会議員が陣頭に立って県に請願し、県教委への訪問も繰り返された。郡民単位の署名も集まられ、郡民こぞって請願運動が行われた。その結果、1948年7月31日、県議会にて滋賀県立堅田高等学校設立が認可され、同年11月15日、昼間定時制の高校として開校した。
しかし、堅田高校としての独立した校地・校舎は無く、当時新制堅田中学校が使用していた東洋紡績南寮のそのまた一部を借用した間に合わせであった。また、学校の規模も教室1部屋、職員数名、生徒10名ほどであり、小規模なものであった。小規模ながらも門標を寺の住職が執筆し、教員により校章も創案された。
不便な仮住まいの状態を改称すべく、独立校舎建設の要望が高まり、県当局へ働きかけが行われた。その結果、現在地の一部が確保され、1951年4月15日、木造モルタル造りの第1本館が完成した。
独立校舎への移転が実現した堅田高校であったが、設置過程が昼間定時制のみであったため、午前中に授業を行い、午後に臨時で仕事に行くのが原則であった。しかし、堅田高校近辺に適当な就職先が無かったため、校長の現場判断により、全日制のカリキュラムを独自に組んで一部の生徒を除いて午後も授業が行われた。そして4年次には在籍のまま自由に就職できる体制がとられた。午後の授業や4年次での就職は定時制のカリキュラムに反するため、県から注意があったが、午後に働く場が無いなどの事情があるため、黙認されていた。
このように高校として体制が整った堅田高校は、1951年4月、商業過程、家庭技芸を増設して総合制の形態がとられた。その分生徒数が増加して教室不足が生じたが、校舎増築までは小学校の一部教室を借用して授業が行われた。定時制のため求人は少なかったが、卒業生の中には就職や進学で奮闘した者もいた。
現在までの沿革は以下の通りである 。

### 堅高前史
- 1898年（明治31年）
  - 4月1日 - 膳所藩校・遵義堂跡地に、「滋賀県第二尋常中学校[3]」（旧制中学校）が開校。
  - 5月13日 - 開校式を挙行。以降、この日を創立記念日と制定。
- 1899年（明治32年）4月1日 - 中学校令の改正により、「滋賀県第二中学校[3]」と改称（「尋常」が除かれる）。
- 1901年（明治34年）6月8日 - 「滋賀県立第二中学校[3]」と改称（県の後に「立」が加えられる）。
- 1908年（明治41年）4月1日 - 「滋賀県立膳所中学校」に改称。
- 1943年（昭和18年）4月1日 - 中等学校令の施行にこの時の入学生より修業年限が従来の5年から4年へ短縮される。
- 1945年（昭和20年）
  - 3月 - 教育ニ関スル戦時非常措置方策による修業年限短縮施行の前倒しに伴い、4年生（昭和16年入学生）・5年生（昭和15年入学生）合同の卒業式を挙行。
  - 4月1日 - 授業を停止。勤労動員は存続。
  - 8月15日 - 終戦。
  - 9月 - 授業を再開。
- 1946年（昭和21年）4月1日 - 修業年限が5年に戻る。
- 1947年（昭和22年）4月1日 - 学制改革（六・三制の実施、新制中学校の発足）
  - 旧制中学校の募集を停止（1年生不在）。
  - 新制中学校を併設（名称:滋賀県立膳所中学校併設中学校、以下・併設中学校）し、旧制中学校1・2年修了者を新制中学校2・3年生として収容。
  - 併設中学校はあくまで経過措置として暫定的に設置されたため、新たに生徒募集は行われず（1年生不在）、在校生が2・3年生のみの中学校であった。
  - 旧制中学校3・4年修了者はそのまま旧制中学校に在籍し、4・5年生となった（4年修了時点で卒業することもできた）。

### 堅高史
- 1948年4月1日 - 学制改革（六・三・三制の実施、新制高等学校の発足）
  - 大津市内の旧制中等教育学校5校（県立3校（膳所中学校・大津高等女学校[4]・大津商業学校[5]）と市立2校（高等女学校[5]・女子商業学校[6]））が廃止される。
  - 上記5校が統合の上、新制高等学校「滋賀県立大津高等学校」・「滋賀県立膳所高等学校」・「滋賀県立志賀高等学校」3校が発足。 
    - 旧制中学校卒業生（5年修了者）を新制高校3年生、旧制中学校4年修了者を新制高校2年生、併設中学校卒業生（3年修了者）を新制高校1年生として収容。
    - 併設中学校は新制高校に継承され（名称:滋賀県立膳所高等学校併設中学校）、在校生が1946年（昭和21年）4月に旧制中学校へ最後に入学した3年生のみとなる。
    - この時、膳所高等学校には全日制課程 普通科と通信教育部（普通科）が設置される。

  - 7月31日 - 県議会にて認可される。
  - 11月15日 - 滋賀県立堅田高等学校が創立。当初は昼間定時制課程の普通科。
- 1951年
  - 4月1日 - 定時制課程の商業課程1学級・家庭技芸課程1学級を新設。
  - 4月15日 - 第一本館竣工（現在地に移転）。
- 1954年 - 校歌を制定。
- 1955年4月1日 - 定時制課程を募集停止し、通常課程（全日制）の普通科、商業科を新設。
- 1961年 - 後援会を設立。
- 1962年度 - 体育館竣工。
- 1964年5月19日 - 第2本館（鉄筋校舎）第1期工事竣工。
- 1969年
  - 2号館第3期工事竣工。
  - 7月 - プール竣工。
- 1971年
  - 2月6日 - 格技場竣工式を挙行。
  - 3月11日 - 書道・美術・視聴覚教室が竣工。
- 1975年3月28日 - 鉄筋3階建て6教室が第2本館東側に竣工。
- 1977年3月28日 - 木造校舎を解消。
- 1978年
  - 4月1日 - 商業科を廃止（その後、1990年頃まで、3年生に1クラス普通科商業科目があった）
  - 10月16日 - 第1本館（鉄筋3階建て）竣工。
  - 12月 - 各棟の呼称を正面から1 - 3号館へと変更。
- 1985年3月25日 - 第57回選抜高等学校野球大会に出場。

## アクセス
- JR湖西線 堅田駅から徒歩15分

## 教育目標
- 基本的生活習慣の確立を図り、社会性を身につけさせることに重点を置く。
- 「特進クラス」を特色の一つとして充実させ、進学面で地域住民や中学校からの期待に応えるように努める。
- 21世紀は「人権の世紀」と言われており、「いのち」・「人権」を大切にする心を育てる教育をより一層推進する。

こうした取り組みに対して、地域の信頼を得る事を教育目標としている。
また、『あじみ指導』という　あ＝挨拶　じ＝時間　み＝身だしなみ　を気をつけようという取り組みが行われている。

## 著名な出身者
- 都裕次郎 - 元プロ野球選手。1976年度卒
- 二柳かおり - 重量挙げ選手。※埼玉栄高校へ転校
- 桜井裕美 - ファッションモデル

## 校歌について
- 1985年3月25日　第57回全国選抜野球大会に出場に際し、校歌が九州地方の学校の校歌と酷似していることが発覚し、後年に校歌が変更となった。このため、卒業年によって校歌が違う。